# Jenny Downham
Jenny Downham (* 1964 in London) ist eine britische Autorin und ehemalige Schauspielerin.

## Leben
Jenny Downham arbeitete acht Jahre lang als Schauspielerin in einer freien Theatergruppe, mit der sie durch das Land tourte und in Jugendzentren, Gefängnissen und Kliniken auftrat, ehe sie anfing zu schreiben. Sie lebt mit ihren beiden Söhnen in London. Bevor ich sterbe ist ihr erster Roman. Darin beschreibt sie den Kampf der 16-jährigen Tessa gegen die Leukämie. Bevor ich sterbe wurde in Deutschland auch als Hörbuch veröffentlicht, gelesen von Anna Thalbach.

## Werke
- Bevor ich sterbe. Bertelsmann, München 2008, ISBN 978-3-570-01004-4 (Originaltitel: Before I Die. Oxford 2007).
- Ich gegen dich. carl’s books, München 2011, ISBN 978-3-570-58503-0 (Originaltitel: You against me. Oxford 2010).
- Die Ungehörigkeit des Glücks, München 2016, ISBN 978-3-570-10292-3 (Originaltitel: Unbecoming. Oxford 2015)
- Ich war der Lärm, ich war die Kälte. cbj, München 2020, ISBN 978-3-570-16582-9 (Originaltitel: Furious Thing. Oxford 2019)

## Auszeichnungen
Jenny Downham gewann 2008 den Branford Boase Award.
Zudem kam sie in die engere Wahl für den Guardian Award 2007 und Lancashire Children’s Book of the Year 2008. Außerdem war sie für die Carnegie Medal 2008 nominiert. 2008 wurde ihr Buch unter die ALA Best Books for Young Adults gereiht und stand auf der Shortlist des Guardian Award.